# Dolores Nakova
Dolores Nakova, född den 15 juni 1957 i Ruse i Bulgarien, är en bulgarisk roddare.
Hon tog OS-brons i scullerfyra i samband med de olympiska roddtävlingarna 1980 i Moskva.